# Astragalus dengolanensis
Astragalus dengolanensis es una especie de planta del género Astragalus, de la familia de las leguminosas, orden Fabales.

## Distribución
Astragalus dengolanensis se distribuye por Irán (Kordestán).

## Taxonomía
Fue descrita científicamente por Podlech. Fue publicada en Ann. Naturhist. Mus. Wien, B 105: 573 (2003).